# Viggo Jensen (Gewichtheber)

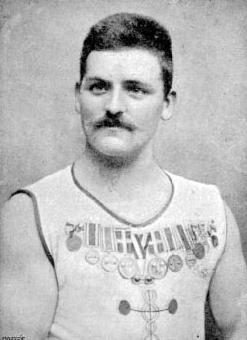
Viggo Jensen

Viggo Jensen (Alexander Viggo Jensen; * 22. Juni 1874 in Kopenhagen; † 2. November 1930 ebenda) war ein dänischer Gewichtheber, Sportschütze und Leichtathlet.
Bei den Olympischen Spielen 1896 in Athen gewann er den Wettbewerb im Gewichtheben mit beiden Armen und wurde der erste dänische Olympiasieger der Geschichte. Dabei wurde Jensen bei gleicher Leistung wie sein britischer Rivale Launceston Elliot zum Olympiasieger erklärt, da Jensen einen „besseren“ Stil hatte. Elliott hatte einen Schritt nach vorne gemacht.
Im Wettbewerb mit einem Arm errang Jensen den zweiten Platz hinter Elliot. Eine weitere Medaille holte er in den Schießwettbewerben: einen dritten Platz im Schießen mit dem Freien Gewehr über 300 m. In den Leichtathletikwettbewerben belegte er den fünften Platz im Kugelstoßen und nahm am Diskuswurf teil.
Vier Jahre später bei den Olympischen Spielen in Paris konnte er nicht mehr an diese Erfolge anknüpfen. Die beste Platzierung erreichte er mit der dänischen Mannschaft im Schießen mit dem Großkalibergewehr über 300 m. Hinter der Schweiz, Norwegen und Frankreich belegte sie den vierten Platz.
| Disziplin                                   | 1896  | 1900 |
| ------------------------------------------- | ----- | ---- |
| Kugelstoßen                                 | 4.    | –    |
| Diskuswurf                                  | 5.–9. | –    |
| Seilklettern                                | 4.    | –    |
| Freies Gewehr Einzel 200 m (Militärgewehr)  | 6.    | –    |
| Freies Gewehr Einzel 300 m (Militärgewehr)  | 3.    | –    |
| Militärgewehr Dreistellungskampf Mannschaft | –     | 4.   |
| Militärgewehr 300 m Dreistellungskampf      | –     | 15.  |
| Militärgewehr 300 m stehend                 | –     | 11.  |
| Militärgewehr 300 m kniend                  | –     | 13.  |
| Militärgewehr 300 m liegend                 | –     | 10.  |
| Gewichtheben, beidarmig                     | 1.    | –    |
| Gewichtheben, einarmig                      | 2.    | –    |